# Stenaspidius albosetosus
Stenaspidius albosetosus är en skalbaggsart som beskrevs av Henry Fuller Howden 1974. Stenaspidius albosetosus ingår i släktet Stenaspidius och familjen Bolboceratidae. Inga underarter finns listade i Catalogue of Life.